# 2025 na música brasileira
A seguir estão listados eventos notáveis e lançamentos ocorridos em 2025 na música no Brasil.

## Acontecimentos
- 11 de janeiro – A cantora Anitta dá início à 6ª edição do "Ensaios da Anitta", uma série de shows preparatórios para seu bloco de carnaval.[1]
- 2 de fevereiro – O Grammy Awards de 2025 contou com vários brasileiros entre os indicados. Anitta concorreu na categoria de Melhor Álbum Pop Latino,[2] enquanto Milton Nascimento disputou o prêmio de Melhor Álbum Vocal de Jazz.[3] Já na categoria de Melhor Álbum Latino de Jazz, Eliane Elias, com Time And Again, e Hamilton de Holanda, com Collab, também representaram o Brasil. No entanto, nenhum dos indicados brasileiros saiu vencedor. Além disso, o cantor Sérgio Mendes foi homenageado postumamente nesta edição.[4]
- 6 de fevereiro – A cantora norte-americana Christina Aguilera realizou seu primeiro show no Brasil, ocorrido na Farmasi Arena, no Rio de Janeiro.[5]
- 8 de fevereiro – A 10ª edição do festival CarnaUOL aconteceu no Allianz Parque, em São Paulo, com Christina Aguilera, Sean Paul, Steve Aoki e Ana Castela entre as atrações.[6]
- 11 de fevereiro – Shakira realizou o show de estreia de sua turnê Las Mujeres Ya No Lloran World Tour no Rio de Janeiro.[7]
- 28 a 30 de março – aconteceu o Festival Lollapalooza Brasil 2025, que contou com Olivia Rodrigo, Shawn Mendes e Justin Timberlake como atrações principais. A edição deste ano reuniu um público de mais de 240 mil pessoas ao longo dos três dias de evento. Além dos três artistas já mencionados, o festival também teve como atrações principais Rüfüs du Sol, Alanis Morissette e Tool. Ao todo, 16 artistas se apresentaram no Brasil pela primeira vez, incluindo Tate McRae e o indicado a artista revelação do Grammy 2025, Benson Boone. Entre as atrações brasileiras, destacaram-se Jão, Sepultura e Terno Rei.[8]
- 3 de maio – Lady Gaga realizará um show gratuito na Praia de Copacabana, no Rio de Janeiro, intitulado "Lady Gaga Todo Mundo no Rio". O evento faz parte da iniciativa "Celebration May" da prefeitura.[9]
- 22 a 25 de maio – Começa a 3ª edição do festival C6 Fest, realizado no Parque Ibirapuera, em São Paulo. O evento contará com atrações como Pretenders, Nile Rodgers e Seu Jorge.[10]
- 24 de maio – Acontecerá na Arena da Amazônia, em Manaus, a primeira edição do Festival da Cunhã.[11]
- 6 a 14 de setembro – A segunda edição do festival The Town será realizada no Autódromo de Interlagos, em São Paulo, com Katy Perry, Mariah Carey e Green Day como atrações principais.[12]
- 10 a 12 de outubro – A 7ª edição do festival de música eletrônica Tomorrowland Brasil acontecerá no Parque Maeda.[13]

## Turnês
Turnês ou concertos internacionais que aconteceram no Brasil em 2025.
| Data            | Artista(s)         | Local                       | Tipo de apresentação                        | Ref    |
| --------------- | ------------------ | --------------------------- | ------------------------------------------- | ------ |
| 22 de janeiro   | Twenty One Pilots  | Pedreira Paulo Leminski, PR | Turnê The Clancy World Tour                 | [ 14 ] |
| 24 de janeiro   | Twenty One Pilots  | Farmasi Arena, RJ           | Turnê The Clancy World Tour                 | [ 14 ] |
| 26 de janeiro   | Twenty One Pilots  | Allianz Parque, SP          | Turnê The Clancy World Tour                 | [ 14 ] |
| 6 de fevereiro  | Christina Aguilera | Farmasi Arena, RJ           | Concerto                                    | [ 5 ]  |
| 11 de fevereiro | Shakira            | Engenhão, RJ                | Las Mujeres Ya No Lloran World Tour         | [ 15 ] |
| 13 de fevereiro | Shakira            | Estádio Morumbis, SP        | Las Mujeres Ya No Lloran World Tour         | [ 16 ] |
| 14 de fevereiro | Sting              | Farmasi Arena, RJ           | Turnê Sting 3.0                             | [ 17 ] |
| 16 de fevereiro | Sting              | Parque Ibirapuera, SP       | Turnê Sting 3.0                             | [ 18 ] |
| 18 de fevereiro | Sting              | Pedreira Paulo Leminski, PR | Turnê Sting 3.0                             | [ 19 ] |
| 28 de fevereiro | NMIXX              | Vibra São Paulo, SP         | Turnê Nmixx Change Up: Mixx Lab Fan Concert | [ 20 ] |
| 12 de março     | Simply Red         | Farmasi Arena, RJ           | Turnê 40th Anniversary Tour                 | [ 21 ] |
| 15 de março     | Simply Red         | Allianz Parque, SP          | Turnê 40th Anniversary Tour                 | [ 22 ] |
| 26 de março     | Olivia Rodrigo     | Estádio Couto Pereira       | Turnê Guts World tour                       | [ 23 ] |
| 30 de março     | Alanis Morissette  | Pedreira Paulo Leminski, PR | Turnê Triple Moon Tour                      | [ 24 ] |
| 1 de abril      | Stray Kids         | Engenhão, RJ                | Turnê Dominate World Tour                   | [ 25 ] |
| 5 de abril      | Stray Kids         | Estádio Morumbis, SP        | Turnê Dominate World Tour                   | [ 25 ] |
| 6 de abril      | Stray Kids         | Estádio Morumbis, SP        | Turnê Dominate World Tour                   | [ 26 ] |
| 16 de abril     | Europe             | Arena BRB, Brasilia         |                                             | [ 27 ] |
| 19 de abril     | Europe             | Allianz Parque, SP          | [ 28 ]                                      |        |
| 30 de abril     | The Driver Era     | Sacadura 154, RJ            | Turnê Obsession Tour                        | [ 29 ] |
| 2 de maio       | The Driver Era     | Tokio Marina Hall, SP       | Turnê Obsession Tour                        | [ 29 ] |
| 3 de maio       | Lady Gaga          | Praia de Copacabana         | Todo Mundo No Rio: Lady Gaga                | [ 30 ] |
| 6 de maio       | System of a Down   | Estádio Couto Pereira, PR   | Turnê Wake Up!                              | [ 31 ] |
| 8 de maio       | System of a Down   | Engenhão, RJ                | Turnê Wake Up!                              | [ 32 ] |
| 10 de maio      | System of a Down   | Allianz Parque, SP          | Turnê Wake Up!                              | [ 32 ] |
| 11 de maio      | System of a Down   | Allianz Parque, SP          | Turnê Wake Up!                              | [ 32 ] |
| 14 de maio      | System of a Down   | Autódromo de Interlagos, SP | Turnê Wake Up!                              | [ 32 ] |
| 8 de julho      | James Blunt        | Terra SP, SP                | Turnê Back to Bedlam 20th Anniversary Tour  | [ 33 ] |
| 15 de agosto    | Kylie Minogue      | Ginásio do Ibirapuera, SP   | Tension Tour                                | [ 34 ] |
| 6 de setembro   | Epica              | Opinião, RS                 | Epica, Latin America Tour 2025              | [ 35 ] |
| 7 de setembro   | Epica              | Ópera do Arame, PR          | Epica, Latin America Tour 2025              | [ 35 ] |
| 9 de setembro   | Epica              | BeFly Minascentro, MG       | Epica, Latin America Tour 2025              | [ 35 ] |
| 11 de setembro  | Epica              | Toinha, DF                  | Epica, Latin America Tour 2025              | [ 35 ] |
| 13 de setembro  | Epica              | Sacadura 154, RJ            | Epica, Latin America Tour 2025              | [ 35 ] |
| 14 de setembro  | Epica              | Terra SP, SP                | Epica, Latin America Tour 2025              | [ 35 ] |
| 16 de setembro  | Katy Perry         | Ligga Arena, PR             | The Lifetimes Tour                          | [ 36 ] |
| 19 de setembro  | Katy Perry         | Arena Mané Garrincha, DF    | The Lifetimes Tour                          | [ 36 ] |
| 2 de outubro    | Avenged Sevenfold  | Pedreira Paulo Leminski, PR | Turnê Life Is But A Dream                   | [ 37 ] |
| 4 de outubro    | Avenged Sevenfold  | Allianz Parque, SP          | Turnê Life Is But A Dream                   | [ 37 ] |
| 5 de novembro   | Linkin Park        | Estádio Couto Pereira       | From Zero World Tour                        | [ 38 ] |
| 8 de novembro   | Linkin Park        | Estádio Morumbis, SP        | From Zero World Tour                        | [ 38 ] |
| 11 de novembro  | Linkin Park        | Estádio Mané Garrincha, DF  | From Zero World Tour                        | [ 38 ] |
| 15 de novembro  | Dua Lipa           | Estádio Morumbis, SP        | Radical Optimism Tour                       | [ 39 ] |
| 22 de novembro  | Dua Lipa           | Engenhão, RJ                | Radical Optimism Tour                       | [ 39 ] |
| 22 de novembro  | Oasis              | Estádio Morumbis, SP        | Oasis Live '25 Tour                         | [ 40 ] |
| 23 de novembro  | Oasis              | Estádio Morumbis, SP        | Oasis Live '25 Tour                         | [ 40 ] |
| 27 de dezembro  | Martin Garrix      | Club 415, MG                | Brazil +Tour '25/26x                        | [ 41 ] |
| 28 de dezembro  | Martin Garrix      | Laroc Guaruja, SP           | Brazil +Tour '25/26x                        | [ 41 ] |
| 29 de dezembro  | Martin Garrix      | Amoré, PE                   | Brazil +Tour '25/26x                        | [ 41 ] |
| 30 de dezembro  | Martin Garrix      | Rio Centro, RJ              | Brazil +Tour '25/26x                        | [ 41 ] |
| 31 de dezembro  | Martin Garrix      | Laroc Club, SP              | Brazil +Tour '25/26x                        | [ 41 ] |

## Lançamento
Álbuns e canções de artistas brasileiros foram lançados em 2025

### Canções

#### Janeiro
| Lançamento    | Artista(s)    | Canção    | Ref    |
| ------------- | ------------- | --------- | ------ |
| 14 de Janeiro | Fernanda Brum | Lamparina | [ 42 ] |

#### Fevereiro
| Lançamento      | Artista(s)               | Canção      | Ref    |
| --------------- | ------------------------ | ----------- | ------ |
| 6 de fevereiro  | Anitta                   | Romeo       | [ 43 ] |
| 6 de fevereiro  | Nilton Neto, Ana Castela | Melhor Feat | [ 44 ] |
| 22 de fevereiro | Fernanda Brum            | Único       | [ 45 ] |

#### Março
| Lançamento  | Artista(s)           | Canção  |        |
| ----------- | -------------------- | ------- | ------ |
| 28 de março | Steve Aoki, Ludmilla | Amazing | [ 46 ] |

### Álbuns

#### Fevereiro
| Lançamento      | Artista(s)      | Álbum                                     | Ref    |
| --------------- | --------------- | ----------------------------------------- | ------ |
| 5 de fevereiro  | Roberta Campos  | Coisas de Viver                           | [ 47 ] |
| 6 de fevereiro  | Bruno & Marrone | Revivem Sua História, Vol. 1              | [ 48 ] |
| 7 de fevereiro  | Gustavo Mioto   | Atemporal (Ao Vivo Em São Paulo/2024/EP2) | [ 49 ] |
| 16 de fevereiro | Seu Jorge       | Baile à la Baiana                         | [ 50 ] |
| 21 de fevereiro | Oruam           | Liberdade                                 | [ 51 ] |

#### Março
| Lançamento  | Artista(s)      | Álbum                            | Ref    |
| ----------- | --------------- | -------------------------------- | ------ |
| 16 de março | Fernanda Brum   | Milagre                          | [ 52 ] |
| 20 de março | Marcos Almeida  | Calado                           | [ 53 ] |
| 28 de março | Arnaldo Antunes | Novo Mundo                       | [ 54 ] |
| 27 de março | Xuxa            | Xuxa Só para Baixinhos 14: Cores | [ 55 ] |
| 31 de março | Marina Sena     | Coisas Naturais                  | [ 56 ] |

#### Sem data de lançamento
| Lançamento | Artista(s)     | Álbum | Ref    |
| ---------- | -------------- | ----- | ------ |
| ASA        | Raimundos      | XXX   | [ 57 ] |
| ASA        | Racionais MC's | ASA   | [ 58 ] |
| ASA        | Biquini        | ASA   | [ 59 ] |

## Mortes
Morte de profissionais brasileiros relacionados ao mundo musical que ocorreram em 2025.

### Janeiro
- 7 – Carlos Pitta, 69, cantor, compositor e pesquisador brasileiro.[60]
- 11 – Gildinho, 82, cantor e acordeonista brasileiro.[61]
- 18 –
  - Luizinho Andanças, 61, cantor, compositor e intérprete de samba-enredo brasileiro.[62]
  - Zé Glória, 72, compositor brasileiro.[63]
- 29 – Zuzuca do Salgueiro, 89, cantor e compositor brasileiro.[64]

### Fevereiro
- 6 – Vital Farias, 82, cantor e compositor brasileiro.[65]
- 15 – Alceu Pires, 82, cantor e compositor brasileiro.[66]
- 17 – Seo Carlão, 94, compositor e sambista brasileiro.[67]
- 22 – Lílian Knapp, 76, cantora e compositora brasileira, ex-integrante da dupla Leno & Lílian.[68],
- 24 – Ricardo Kanji, 76, flautista, maestro e violeiro brasileiro.[69]

### Julho
- 20 – Preta Gil, 50, atriz, empresária e cantora.[70]

### Agosto
- 8 – Arlindo Cruz, 66, cantor e compositor brasileiro.[71]

## Paradas musicais do Brasil em 2025
- Lista de canções número um na Top 100 Brasil em 2025
- Lista de singles número um na Brasil Hot 100 em 2025
- Artistas 25